# Vikingulven
Vikingulven és un thriller de terror noruec del 2022 de Netflix interpretat per Liv Mjönes, Elli Rhiannon Müller Osborne, Arthur Hakalahti i Sjur Vatne Brean. El guió ha estat escrit per Espen Aukan i Stig Svendsen, i dirigit per aquest últim. La pel·lícula es va gravar a Notodden, va ser produïda per Filmkamatene A/S i REinvent Studios i es va estrenar a Noruega el 18 de novembre de 2022. Ha estat subtitulada al català.

## Sinopsi
Thale, de 17 anys, es trasllada amb els seus pares a un poble petit després que la seva mare aconsegueix una nova feina a la policia local. Després que un estudiant hagi estat assassinat brutalment en una festa a la qual assistia en Thale, es converteix en una testimoni clau. L'assassí era un animal? Un llop?

## Crítica
Aftenposten va donar a la pel·lícula una puntuació de cinc, i es va referir a ella com "no la més important ni significativa de les pel·lícules noruegues de la tardor. És una pel·lícula de gènere pura i sòlida que fa calfreds. La pel·lícula és simplement un bon entreteniment."
Filmpolitiet va puntuar el film amb un quatre, i es va referir a ella com "una bona i benvinguda addició a la flora del gènere noruec".
VG li va donar un tres a la pel·lícula i es va referir a ella com a "dolenta d'una manera perdonable".
FilmMagasinet va donar a la pel·lícula vuit punts sobre deu, i es va referir a ella com "una de les millors pel·lícules sobre homes llop", i que "hi ha alguna cosa deliciosament satisfactòria en veure un home llop fent estralls a les zones rurals de Noruega".